# Царык
Царык — солёное озеро в Яшалтинском районе Республики Калмыкия. Находится в 9 километрах к востоку от села Солёное. Площадь озера до 18,2 км². Озеро относится к Манычской озерной группе водоёмов реликтового (морского) происхождения. Как и другие озёра группы, озеро Царык имеет реликтовое происхождение, питается за счёт выщелачивания слагающих впадину морских отложений поверхностными и грунтовыми водами, к концу лета, как правило, полностью или частично пересыхает.

## Данные государственного водного реестра
По данным государственного водного реестра России:
- Бассейновый округ — Донской бассейновый округ
- Речной бассейн — Дон (российская часть бассейна)
- Речной подбассейн — Дон ниже впадения Северского Донца.
- Водохозяйственный участок — Маныч от истока до Пролетарского г/у без рр. Калаус и Егорлык
- Код водного объекта — 05010500711107000009203.